# Horster Dreieck
De Horster Dreieck en het Maschener Kreuz zijn twee knooppunten in Duitsland, die zo met elkaar verweven zijn dat ze als één knooppunt gezien kunnen worden. De knooppunten liggen in het zuiden van Hamburg en vormen een belangrijke schakel in het Duitse snelwegennet.
Op de Horster Dreieck kruisen de Bundesautobahn 1 vanuit Bremen naar Heiligenhafen de Bundesautobahn 7 (Denemarken-Flensburg-Hannover-Oostenrijk). Het verkeer kan hier in de richtingen Bremen-Hannover v.v. en Hannover-Heiligenhafen wisselen van snelweg. Voor de richtingen Flensburg-Heiligenhafen v.v. en Bremen-Flensburg moet men doorrijden via het Maschener Kreuz, maar het ligt voor het doorgaand verkeer tussen Bremen en Flensburg meer voor de hand om de A261 te nemen. Het Maschener Kreuz biedt behalve genoemde verbindingen ook aansluiting op de A39 naar Lüneburg.
Het Maschener Kreuz bestaat uit twee delen, die van elkaar gescheiden worden door de rivier de Seeve. Het oostelijk deel van het Maschener Kreuz is een klaverblad, waar de A1 en A39 samenkomen; op het westelijk deel komt de A39 uit op de A7, die alleen in de richting Lüneburg-Flensburg v.v. bereden kan worden; voor de richting Lüneburg-Hannover v.v. moet men via de Horstener Dreieck.

## Richtingen knooppunt
| Aansluitende wegen Maschener Kreuz     | Aansluitende wegen Maschener Kreuz | Aansluitende wegen Maschener Kreuz | Aansluitende wegen Maschener Kreuz | Aansluitende wegen Maschener Kreuz |
| -------------------------------------- | ---------------------------------- | ---------------------------------- | ---------------------------------- | ---------------------------------- |
| richting Hamburg-West Kiel / Flensburg |                                    |                                    |                                    | richting Hamburg / Lübeck Berlijn  |
|                                        |                                    |                                    |                                    |                                    |
|                                        | richting Seevetal-Maschen Lüneburg |                                    |                                    |                                    |
|                                        |                                    |                                    |                                    |                                    |
| Horster Dreieck                        |                                    |                                    |                                    | Horster Dreieck                    |

| Aansluitende wegen Horster Dreieck | Aansluitende wegen Horster Dreieck | Aansluitende wegen Horster Dreieck | Aansluitende wegen Horster Dreieck | Aansluitende wegen Horster Dreieck   |
| ---------------------------------- | ---------------------------------- | ---------------------------------- | ---------------------------------- | ------------------------------------ |
| Maschener Kreuz                    |                                    |                                    |                                    | Maschener Kreuz                      |
|                                    |                                    |                                    |                                    |                                      |
| richting Seevetal-Hittfeld Bremen  |                                    |                                    |                                    |                                      |
|                                    |                                    |                                    |                                    |                                      |
|                                    |                                    |                                    |                                    | richting Seevetal-Ramelsloh Hannover |